# Adam Crompton
Adam Crompton (10 settembre 1984) è uno schermidore statunitense.

## Palmarès
In carriera ha conseguito i seguenti risultati:
- Giochi Panamericani

Santo Domingo 2003: oro nella sciabola a squadre.